# Tasta argozana
Tasta argozana är en fjärilsart som beskrevs av Louis Beethoven Prout 1926. Tasta argozana ingår i släktet Tasta och familjen mätare. Inga underarter finns listade i Catalogue of Life.